# Zemlényi Zoltán
Zemlényi Zoltán (1970. május 5. –) magyar író.

## Életútja
Zemlényi-Kovács Zoltán néven született. Édesapja Zemlényi-Kovács András (1946–2011) jogász; édesanyja Korompai Marianna (1945–2008) titkárnő. 11 évesen kezdett kenuzni, 1983-ban csapathajóban többszörös bajnok lett. 1982-ben barátjával, Szunyogh (Szamosi) Ferenccel (Fezó) ZESZU electronic néven, new wave zenekart alapított, ahol énekelt és dobolt. Ez a formáció 1984-ig működött. Később, mint elsős gimnazista, a Gravediggers nevű együttesben dobolt.
1985. március 7-én edzésre indult, amikor a November 7. téren (mai Oktogon), a piroson átszaladva egy Trabant elütötte a zebrán. Hat métert repült, és fejjel érkezett a betonra. Ezután a János Kórházban végeztek rajta többórás agyműtétet. Egy hónap után tért magához a kómából. Regenerációja több hónapot vett igénybe, melynek során újra meg kellett tanulnia beszélni és járni. Több műtéten is átesett. A Pető Intézetben tanult járni, majd Palotás Gábor, a Bárczi Gusztáv Gyógypedagógiai Tanárképző Főiskola Gyakorló Beszédjavító Intézetének igazgatója tanította meg beszélni.
Édesapjától 1985 végén kapott egy elektromos írógépet, amelyen naplót kezdett írni. 1986-ban édesanyja odaadta a naplója addig megírt oldalainak fénymásolatát kolléganőjének, Mészöly Gábor dramaturg feleségének, aki megmutatta férjének. Mészöly egy éjszaka alatt elolvasta, és úgy határozott, hogy érdemes lenne könyvet készíteni belőle. 1987 őszén jelent meg a Hoppárézimi 68 500 példányban, melyben a gyógyulását írja le naplószerűen az 1986. évből. A hoppárézimi(záré) szót barátja, Fezó találta ki: akkor használta, amikor valami leesett.
Mivel a Szinyei Gimnáziumba állapota miatt nem mehetett vissza, a mozgássérültek Május 1. úti (mostani nevén Hermina út) intézetében (45. sz. – Róheim-villa) folytatta tanulmányait 1987 januárjától. A gimnázium első osztályát ott fejezte be, majd a következő három tanévet (1987–1990) is ott végezte el, kollégistaként, az utolsó tanévben bejáróként.
A Hoppárézimiből tévéfilm is készült, ennek alapművéért a televízió elnöke nívódíjjal tüntette ki, a Parlamentben pedig, Ifjúsági díjat vehetett át. 1988-ban indította a ZZ Tour nevű országjáró show-műsorát, amelynek során, több mint 220 helyen, főként iskolákban szerepelt egészen 2004-ig. 1988-ban a Kiss együttes frontembere, Gene Simmons is felkereste lakásán.
Kitiltottak című második könyve 40 000 példányban jelent meg, újfent Mészöly Gábor szerkesztésében, a Mandátum Kiadó kiadásában. Mészöly Gábor később színdarabot is készített Hoppárézimi – címmel, a két könyv anyagából, amelyet Huszti Péter rendezett, és Ternyák Zoltán volt a főszereplője. A színdarabhoz a Vadállatok című számot Müller Péter Sziámi írta.
1990 és 1993 között a Helllo magazin újságírója volt; több hírességről írt cikket. 1992-ben házasodott meg; esküvői tanúi Laár András és felesége voltak. Vele 1991-ben Balatonlellén kötött barátságot.
1993-ban megszületett Barni fia, megjelent a Törj át az üvegfalon című harmadik könyve, amit a Friderikusz Show-ban is bemutatott. Ekkor az APEH Haller utcai személyzeti osztályán dolgozott.
A Hoppárézimi-t 1994-ben újból kiadták – 25 000 példányban –, majd Rick Nóra Ki tud róluk című sorozatában készült Zemlényiről egyórás portréfilm is.
1996-ban otthonában született meg Marci fia, Geréb Ágnes segítségével. 1997-től a Mai Nap újságírója lett: művészeti témákról számolt be, filmkritikákat írt.
Lakásukat 1998-ban Yoko Onónak adták el, erről és az 1993 óta eltelt hat év eseményeiről számol be az 1999-ben 6000 példányban kiadott Öbölkör című negyedik könyvében. Ugyanebben az évben a Hoppárézimi megjelent németül is: Giselle és Sandra Hemmer fordították, és Svájcban is kiadták.
A 2001-es frankfurti könyvvásáron kötött barátságot Szalay Kristóf rendezővel. 2000 szeptemberétől az INteRNeTTo (az Index elődje) munkatársa volt. 2003-ban a székesfehérvári Vörösmarty Színházban, Kuna Károly rendezésében került újra színpadra a Hoppárézimi.
2004-ben a 208. közönségtalálkozó után döntött úgy, hogy feladja addigi életmódját, abbahagyja ZZ TOUR előadásait, és úgy fog élni, mint bárki más. Ekkor égette el a Hoppárézimi eredeti kéziratát és több fotót is. Nem válaszolt olvasói levelekre, nem tett eleget felkéréseknek, és a Kovács nevet kezdte el használni.
2005-ben kezdett el foglalkozni a buddhizmussal. 2006 őszétől a Sziget Fesztivál Tarot Labirintus csoportjának a tagja; a Bolond szerepét alakítja. Ekkor hunyt el nagyapja, akinek a hagyatékában talált rá dédanyjának, Cristea Hortenziának (1890–1987) a 400 oldalas önéletrajzára 2007 elején. Ennek hatására döntött úgy, hogy megszegi fogadalmát, miszerint nem ír több könyvet, s elkezdte sajtó alá rendezni.
2010-ben a www.harmonet.hu webújságban ZKZ néven kezdett cikkeket írni. 2012-ben született meg második kapcsolatából harmadik gyermeke, Hortenzia Emese, s az év végén adta ki ötödik könyvét, dédanyja önéletrajzát Tenzi naplója címmel. 2013. november 9-én Kassán színre került a Hoppárézimi monodráma, az év végén pedig az Echo TV bemutatta ZZ Hoppárézimi címmel a Zemlényi Zoltán életéről készült kétrészes riportfilmet, melyet Szalay Kristóf rendezett.
2014-ben újraindította a ZZ TOUR-t is.

## Könyvei
- Hoppárézimi! Agytakarítás (1987, majd német nyelven Hopparesimi címmel, 1999)
- Kitiltottak (1989)
- Hoppárézimi! ZZ’s diary. Játék két részben. Zemlényi Zoltán naplója alapján írta Mészöly Gábor; Madách Színház, Budapest, 1990 (Madách Színház műhelye)
- Törj át az üvegfalon! Infantilitlanodás; A&A, Budapest, 1993
- Öbölkör (1999)
- Cristea Hortensia: Tenzi naplója (2012)
- Cristea Hortensia: Tenzi naplója. Levél a másvilágra; sajtó alá rend. Zemlényi-Kovács Zoltán; 3. bőv. kiad.; Big Melon Lap- és Könyvkiadó, Budapest, 2019